# 田中秀道
田中 秀道（たなか ひでみち、1971年3月29日 - ）は、広島県広島市出身のプロゴルファーである。身長166cm、体重62kgと小柄な体格ながら、力強いスイングを見せる。テーラーメイドゴルフと用具契約を結んでいる。

## 略歴
11歳から自宅裏の空地でゴルフを始める。同郷の倉本昌弘に憧れプロを目指し、広島県瀬戸内高等学校（山本圭一はゴルフ部の3年先輩、河井博大、谷原秀人は後輩）を卒業後、1991年10月にプロ入り。1995年の「フィリップモリス・チャンピオンシップ」でツアー初優勝。1998年の日本オープン選手権でメジャータイトルを獲得した。1999年の「アコムインターナショナル」や2000年の「ダイドードリンコ静岡オープン」など、日本ゴルフツアーで「10勝」を挙げる。2000年11月の世界ゴルフ選手権シリーズ第3戦、アメリカン・エキスプレス選手権（バルデラマ・ゴルフクラブ、スペイン）で優勝争いに加わり、最終日にスコアを崩して11位に終わったが、この経験から世界挑戦への意欲を高めた。
日本ツアーで「10勝」を挙げた後、2001年末のアメリカPGAツアーの「Qスクール」最終予選に合格。日本ゴルフツアーの賞金ランキング上位者として最終予選からの参加を認められ、6日間競技の予選会を勝ち抜いて、2002年から米国ツアーにフル参戦を開始した。
丸山茂樹と仲が良く日本にいた頃はよく一緒にテレビに出ていた。
Kビジョンが制作し、GAORAに提供しているゴルフのレッスン番組「田中秀道・シングルへの道」パーソナリティー・講師を務めている。

## 優勝歴

### 日本ツアー (10)
| 勝数         |
| メジャー (1) |
| ツアー (9)   |

| No. | 日時           | 大会                                                     | 優勝スコア            | 打差  | 2位                           |
| --- | -------------- | -------------------------------------------------------- | --------------------- | ----- | ----------------------------- |
| 1   | 1995年10月29日 | フィリップモリス・チャンピオンシップ・ゴルフトーナメント | -10 (67-73-69-69=278) | 1打差 | 湯原信光／ 尾崎直道           |
| 2   | 1996年5月19日  | ペプシ宇部興産オープン                                   | -20 (68-64-65-67=264) | 2打差 | ブライアン・ワッツ／ 中嶋常幸 |
| 3   | 1998年7月26日  | アイフルカップゴルフトーナメント                         | -15 (68-70-69-66=273) | 1打差 | 伊沢利光／ 高崎龍雄           |
| 4   | 1998年10月4日  | 日本オープンゴルフ選手権競技                             | -5 (72-70-72-69=283)  | 1打差 | 尾崎直道                      |
| 5   | 1998年12月13日 | DDIグループ沖縄オープン                                  | -11 (70-67-69-67=273) | 3打差 | 横山明仁                      |
| 6   | 1999年11月7日  | アコムインターナショナル                                 | -19 (66-69-66-68=269) | 5打差 | 深堀圭一郎                    |
| 7   | 2000年3月19日  | ダイドードリンコ静岡オープンゴルフトーナメント           | -14 (66-70-70-68=274) | 2打差 | 溝口英二                      |
| 8   | 2000年4月30日  | 中日クラウンズ                                           | -10 (69-69-67-67=272) | 5打差 | 日下部光隆                    |
| 9   | 2001年4月15日  | つるやオープン                                           | -14 (71-69-68-66=274) | 1打差 | 河村雅之                      |
| 10  | 2001年6月24日  | 全英への道 ミズノオープン                                | -16 (66-69-68-69=272) | 3打差 | エドアルド・エレラ            |

#### プレーオフ記録 (0-1)
※太字はメジャー大会
| No. | 年     | 大会           | 対戦相手                 | 内容                                                                          |
| --- | ------ | -------------- | ------------------------ | ----------------------------------------------------------------------------- |
| 1   | 2000年 | つるやオープン | リチャード・バックウェル | プレーオフ4ホール目で、田中がボギー。バックウェルがパー。バックウェルの優勝。 |

### その他
- 1995年 - 水戸グリーンオープン（後援競技）

## アメリカPGAツアーでの上位入賞成績
- 2002年：ディズニー・ゴルフ・クラシック／4位
- 2003年：全米オープン15位、ベル・カナディアン・オープン＆サザン・ファーム・ビューロ・クラシック／2大会で4位
- 2004年：B.C.オープン／3位
- 2005年：クライスラー選手権／3位

2005年度は不調に悩んだが、10月の「クライスラー選手権」の3位入賞で賞金ランキング117位に入り、苦しみながらも2006年度の米国ツアーのシード権を確保した。